# Monastère de Chiajna
Le monastère de Chiajna (en roumain : mănăstirea Chiajna) est un ancien monastère en ruines situé à Chiajna, en Roumanie. De style néoclassique, il fait 43 m de long, 18 m de haut, et ses murs font de un à deux mètres d’épaisseur. Sa construction a débuté sous le règne d’Alexandre Ypsilántis (1774-1782) et s’est terminée sous celui de Nikólaos Mavrogénis (1786-1790).

## Localisation
Le monastère est situé sur la commune de Chiajna, à une dizaine de kilomètres au nord-ouest du centre de Bucarest.